# 14e étape du Tour de France 1989
Pour un article plus général, voir Tour de France 1989.
La 14e étape du Tour de France 1989 se déroule le 15 juillet. Elle part de Marseille et arrive à Gap dans les Hautes-Alpes, pour une distance de 240 kilomètres. L'étape est remportée par le Hollandais Jelle Nijdam tandis que Laurent Fignon conserve la tête du classement général.

## Classement de l'étape
Les dix premiers de l'étape sont :
| Classement de la 14e étape | Classement de la 14e étape | Classement de la 14e étape | Classement de la 14e étape | Classement de la 14e étape |
|                            | Coureur                    | Pays                       | Équipe                     | Temps                      |
| -------------------------- | -------------------------- | -------------------------- | -------------------------- | -------------------------- |
| 1er                        | Jelle Nijdam               | Pays-Bas                   | Superconfex-Yoko           | en 6 h 27 min 55 s         |
| 2e                         | Pascal Poisson             | France                     | Toshiba-Kärcher-Look       | + 0 min 02 s               |
| 3e                         | Eddy Planckaert            | Belgique                   | ADR-Agrigel                | m.t.                       |
| 4e                         | Giovanni Fidanza           | Italie                     | Chateau d'Ax               | m.t.                       |
| 5e                         | Sean Kelly                 | Irlande                    | PDM-Ultima-Concorde        | m.t.                       |
| 6e                         | Etienne De Wilde           | Belgique                   | Histor-Sigma               | m.t.                       |
| 7e                         | Phil Anderson              | Australie                  | TVM-Yoko                   | m.t.                       |
| 8e                         | Steven Rooks               | Pays-Bas                   | PDM-Ultima-Concorde        | m.t.                       |
| 9e                         | Rudy Dhaenens              | Belgique                   | PDM-Ultima-Concorde        | m.t.                       |
| 10e                        | Per Pedersen               | Danemark                   | RMO                        | m.t.                       |
| modifier                   |                            |                            |                            |                            |